# Sint-Amanduskerk (Heldergem)

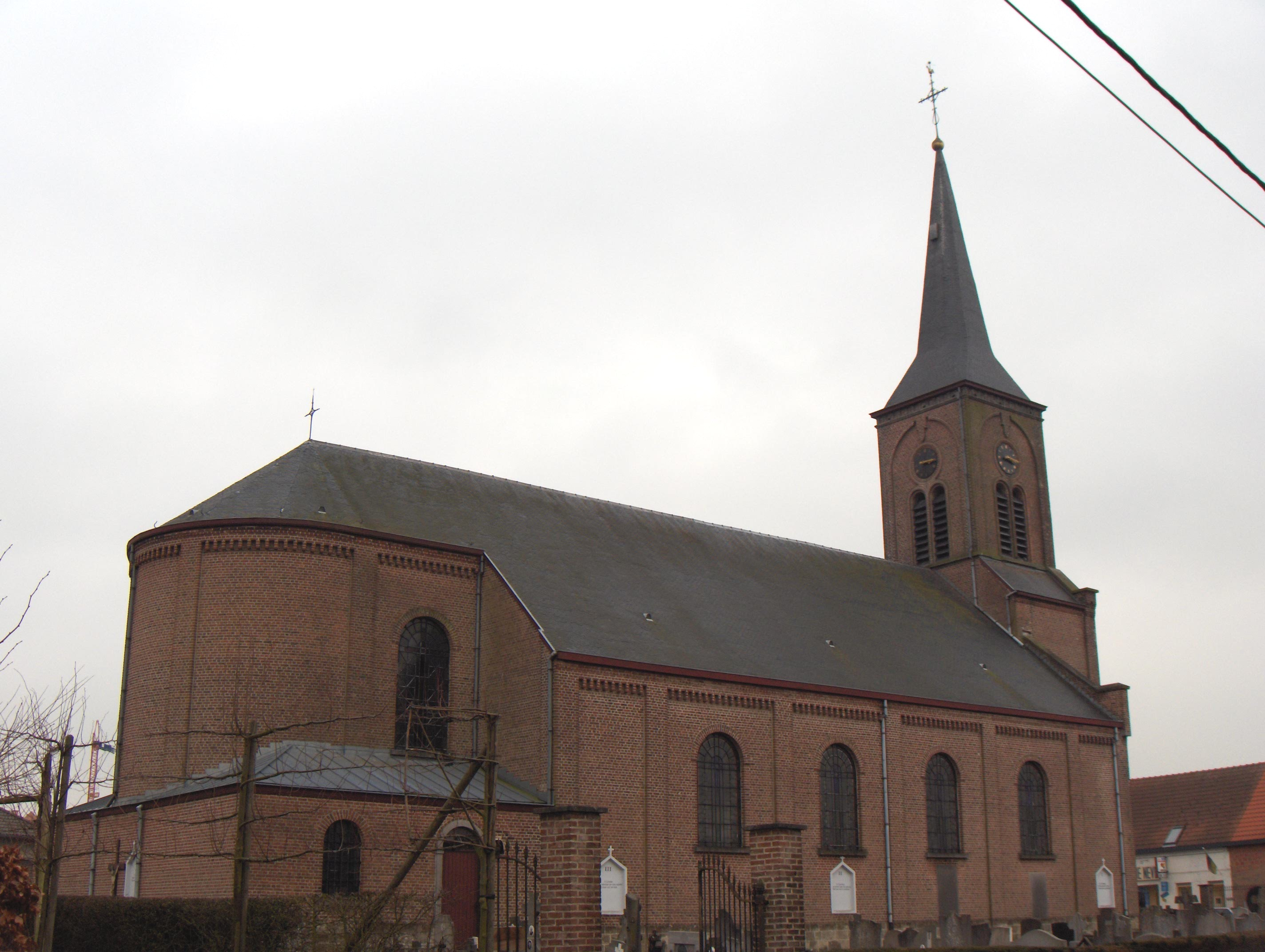
Sint-Amanduskerk

De Sint-Amanduskerk is de parochiekerk van de tot de Oost-Vlaamse gemeente Haaltert behorende plaats Heldergem, gelegen aan de Heldergemstraat.

## Geschiedenis
De oorspronkelijke kerk stond op het Oud-Dorp, dat iets noordelijker dan de huidige dorpskern lag. De kerk werd in 1829 nog vergroot, maar iets later toch afgebroken. In 1838 werd in een hoek van het perceel de nu bestaande calvarie gebouwd.
De bouw van de nieuwe kerk, meer zuidwaarts, startte in 1860. Deze kerk kwam er onder het bestuur van Joannes Benedictus De Maeyer, die in Heldergem pastoor was van 1836 tot 1874. In 1862 werd de nieuwe kerk in gebruik genomen. De architect was de Gentenaar Edmond de Perre-Montigny.
In de periode van 1855 tot 1866 was Modestus Stephanus Glorieux onderpastoor te Heldergem.

## Gebouw
De eclecticistische kerk heeft neoclassicistische en neoromaanse stijlelementen. Het is een bakstenen kerkgebouw met voorgebouwde westtoren. De kerk wordt omringd door een kerkhof.

## Interieur
Het hoofdaltaar, de zijaltaren, de communiebank en het doksaal werden ontworpen door Lodewijk Van Erkel uit Borgerhout. Het orgel is sinds 1980 beschermd als monument.